# Brachyusa concolor
Brachyusa concolor är en skalbaggsart som först beskrevs av Wilhelm Ferdinand Erichson 1839.  Brachyusa concolor ingår i släktet Brachyusa, och familjen kortvingar. Arten är reproducerande i Sverige.